# Landeryds distrikt
Landeryds distrikt är ett distrikt i Linköpings kommun och Östergötlands län. 
Distriktet ligger i sydöstra delen av Linköping. 

## Tidigare administrativ tillhörighet
Distriktet inrättades 2016 och utgörs av en del av området som till 1971 utgjorde Linköpings stad, delen som före 1963 utgjorde Landeryds socken.
Området motsvarar den omfattning Landeryds församling hade vid årsskiftet 1999/2000.